# Igor' Novikov
Igor' Aleksandrovič Novikov (in russo Игорь Александрович Новиков?, in armeno Իգոր Նովիկով?; Drezna, 19 ottobre 1929 – San Pietroburgo, 30 agosto 2007) è stato un pentatleta sovietico.

## Palmarès
In carriera ha conseguito i seguenti risultati:
- Giochi olimpici:

Melbourne 1956: oro nel pentathlon moderno a squadre.
Roma 1960: argento nel pentathlon moderno a squadre.
Tokyo 1964: oro nel pentathlon moderno a squadre ed argento individuale.
- Mondiali:

Zurigo 1955: argento nel pentathlon moderno a squadre.
Stoccolma 1957: oro nel pentathlon moderno individuale ed a squadre.
Aldershot 1958: oro nel pentathlon moderno individuale ed a squadre.
Hershey 1959: oro nel pentathlon moderno individuale ed a squadre.
Mosca 1961: oro nel pentathlon moderno individuale ed a squadre.
Città del Messico 1962: oro nel pentathlon moderno a squadre ed argento individuale.
Magglingen 1963: argento nel pentathlon moderno a squadre e bronzo individuale.
Lipsia 1965: argento nel pentathlon moderno individuale ed a squadre.